# MÁV 22 sorozat

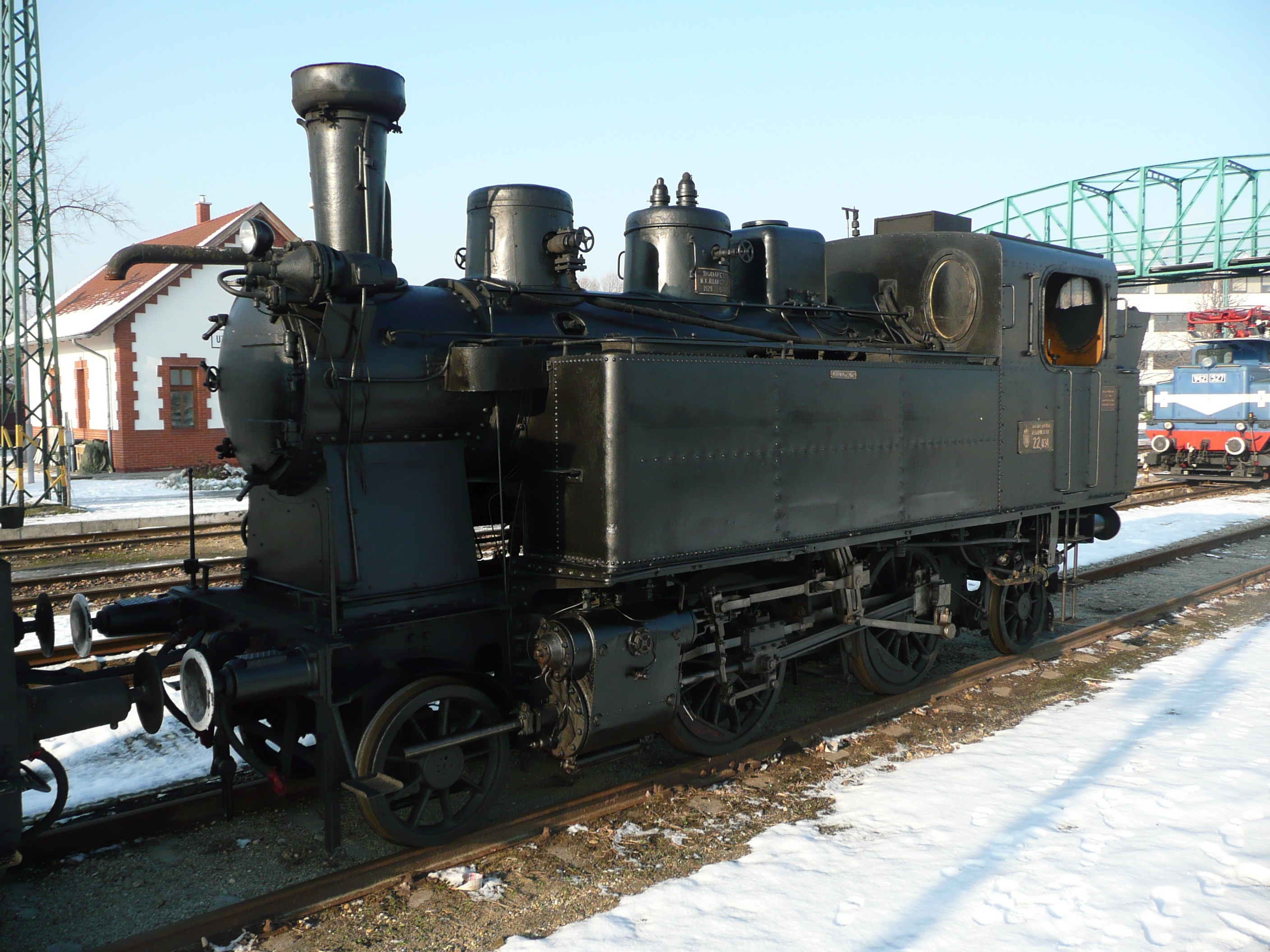
A MÁV 22 sorozat a Magyar Vasúttörténeti Parkban

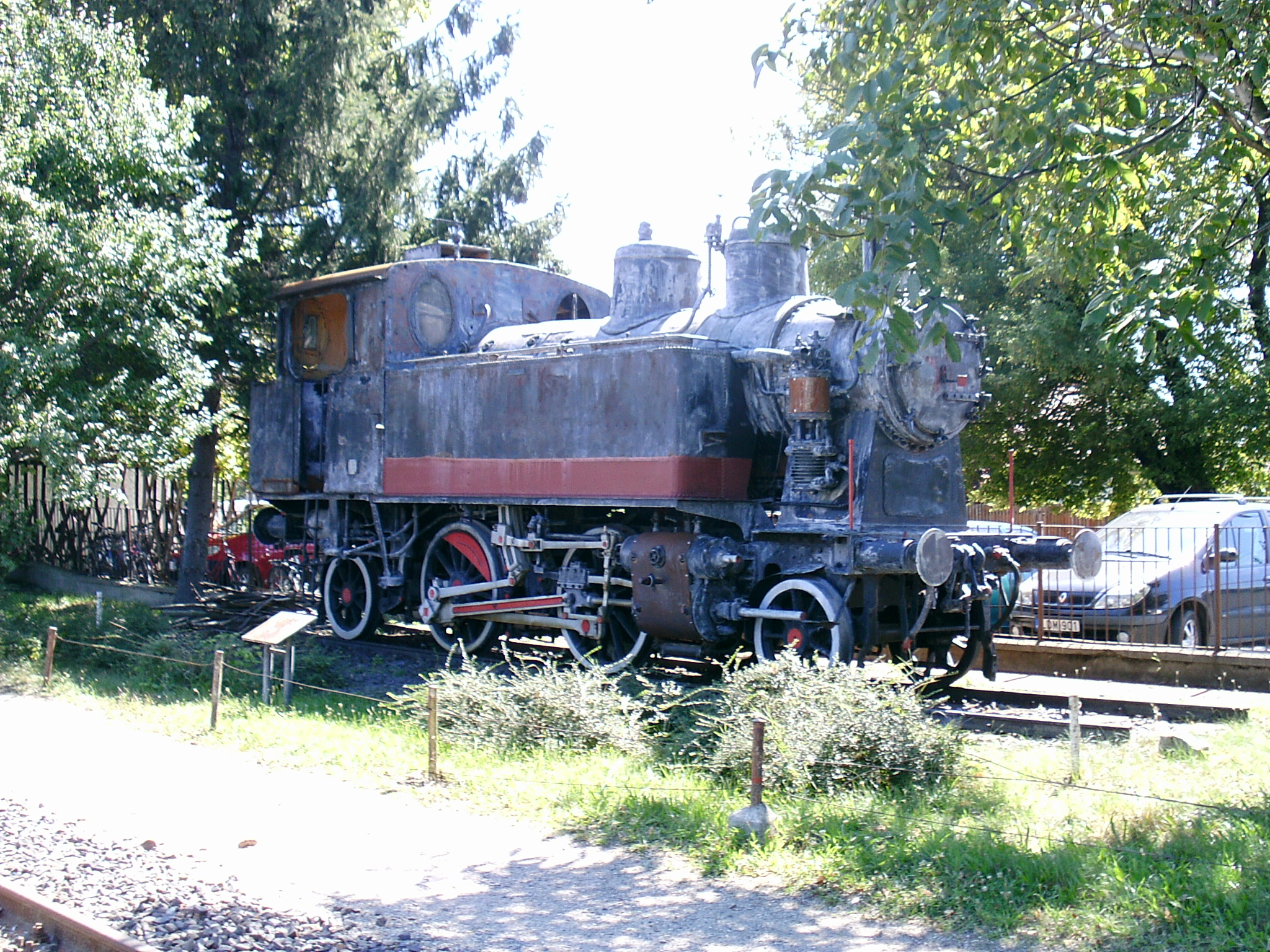
A MÁV 275.120-as mozdonya tiszafüredi nagyállomáson

A MÁV 22 (később 275) sorozata egy magyar szertartályosgőzmozdony-sorozat volt. Beceneve: Nyalóka. Az egyik legsikeresebb magyar gőzmozdonytípus.

## Története
A MÁV fővonali forgalmát az első világháború után szállított a MÁV 328 sorozatú, majd a MÁV 424 sorozatú mozdonyok beszerzésével korszerűsítették. A mellékvonalak személyforgalmának ellátására több külföldi és hazai motorkocsitípus kipróbálása után a Ganz gyár motorkocsijainak sorozatos beszerzése mellett döntöttek. A korlátozott teljesítményű, csak saját mellékkocsiját vontató motorkocsik mellett azonban szükség volt egy azoknál nagyobb teljesítőképességű kis gőzmozdonytípusra is, amelyet a MÁV szerkesztési osztályával közösen a korábbi államvasúti gépgyárban, a Magyar Állami Vas-, Acél- és Gépgyárak, ismertebb nevén a MÁVAG Kőbányai úti gyárában terveztek, és amely az állami gépgyárnak is biztosíthatta a munkát.
A mozdony két kapcsolt kerékpárú, túlhevített gőzű, ikergépezetű szertartályos mozdony volt másodrangú mellékvonalakra. A típus alacsony tengelynyomású mellékvonalakon motorkocsi menetrendben közlekedett, ezért hivatalos meghatározása motorpótló mozdony volt. A 22 sorozatú mozdony méretei és teljesítőképessége következtében besorolása ellenére valójában már nem volt motorpótló mozdonynak tekinthető, inkább tartozott a mellékvonali mozdonyok kategóriájába, feladatköre is a motorkocsiüzemben való közlekedés mellett az elöregedett, selejtezésre kijelölt 377 sorozatú helyiérdekű vasúti mozdonyok felváltása volt.
Az első öt mozdony forgalomba állítása után azokkal az első tapasztalatok igen kedvezőek voltak, így a MÁV igazgatósága rövidesen újabb 20 mozdonyt rendelt. A második gyártási sorozatnál az első sorozat üzemi tapasztalatai alapján néhány szerkezeti módosítást vezettek be. Ezek közül a leglényegesebb a futómű rugózási jellemzőinek javítása volt. Ebből a célból a futó kerékpárok keresztirányú rugókötegeinek felfüggesztési távolságát 800 mm-ről 1156 mm-re, a rugókötegekben a rugólapok számát 10-ről 18-ra növelték, továbbá a hajtott kerékpárok alsó hordrugókötegeiben 12-ről 14-re növelték a rugólapok számát. Az első mozdonyok tolattyús szabályzója helyett Wagner-féle szabályzót építettek be és nagyobbra választották a gőzszabályozó keresztmetszetét is. A sorozat hatodik mozdonyától, a 22,011 pályaszámútól megváltozott a kémény, a kúpos rész 200 mm-el hosszabb lett és ezzel a kiömlő keresztmetszet is nagyobb lett.
Rövidesen, még 1929 elején sor került a harmadik sorozat megrendelésére is. Ezeknél a mozdonyoknál is történtek változtatások. A kazán engedélyezett gőznyomását 13 att-ról 14 att-ra növelték, ezzel nagyobb lett a mozdony vonóerő-kifejtő képessége is. A mozdonyokat korszerű, 12 másodperces HaushIter-féle sebességmérővel látták el.
A negyedik, 26 mozdonyból álló sorozatra is 1929-ben adott megrendelést a MÁV igazgatósága. A negyedik sorozatnál újabb módosításokra került sor. A támcsavaros tűzszekrény konstrukciót Polonceau-rendszerű tűzszekrény mennyezettel váltották fel, 22 mm mennyezetlemez vastagsággal. A 22,027 számú mozdonnyal végzett kísérletek alapján az egy frissgőz és egy fáradtgőz lövettyű helyett a 22,048 számú mozdonytól két Friedmann-rendszerű frissgőz lövettyűt alkalmaztak. A mozdonyokba ismét újabb típusú, 2,5 másodperces, esősúly nélküli Gamma-Rezsny féle sebességmérőt építettek be.
A 22 sor. mozdonyok soron következő, 15 darabból álló ötödik sorozatát a MÁV 1930-ban, a 12 mozdonyból álló hatodik sorozatot 1931-ben rendelte meg. A 22,074 pályaszámú mozdonytól kezdődően a mozdonysátor szélességét 2400 mm-ről 2660 mm-re növelték. Ennek megfelelően a víztartályok is kijjebbre kerültek, ami lehetővé tette a gőzbeömlőcsövek kedvezőbb vezetését.
1928 és 1940 között 148 darab 22 sorozatú mozdony készült a MÁV megrendelésére, 13 a Jugoszláv Államvasutaknak. Gyártási jogát Jugoszlávia is megvásárolta és a Slavonski Brod gépgyár további 22 hasonló mozdonyt épített. MÁV sorozatjelüket 1956-ban 275-re változtatták. A 22,034 pályaszámú mozdonyt a MÁVAG 1929-ben gyártotta 5016 gyári számmal. Hatósági vizsgáját 1929. szeptember 25-én tartották. Pályaszáma 22,034, majd 1956. augusztustól 275,034 volt. Több mint fél évszázados eredményes üzem után a MÁV Landler Jenő Járműjavító Üzeme által felújítva, 1985 óta, nosztalgiaüzemi szolgálatot teljesít.

## Szerkezete

### Kazán
A mennyezetcsavaros tűzszekrény vörösrézből készült, 1,25 m2 rostélyfelülettel. A 3 m csőfalak közötti hosszúságú hengerkazánba 13 tűzcsövet és 58 füstcsövet építettek be, ezek 49,2 m2 elgőzölögtető felületen termelték a 13 bar nyomású gőzt, amely a 20 csőelemből álló, 16,7 m2 felületű Schmidt-féle kiscsöves túlhevítőn áthaladva jutott el a gőzdómba. A gőzdómon kívül a hengerkazán tetején helyezték el még elöl a zuhatagos víztisztítót és a gőzdóm mögött pedig a léghomokolót. 

### Gépezet
A 355 mm furatú és 460 mm lökethosszú ikerhengereket az első futó kerékpár mögött a főkeretre szerelték. A dugattyúrudak az egyvezetékes keresztfejen és a hajtórúdon keresztül hajtották a mozdony harmadik kerékpárját. A hengerek gőzbeömlését Heusinger-Walschaert-rendszerű vezérmű szabályozta dugattyús tolattyúkkal. Az egymástól 2 m távolságra beépített, acélból készült abroncsokkal ellátott, 1220 mm futókör-átmérőjű második és harmadik kerékpárt csatolórúd kapcsolta össze. 

### Futómű
A kapcsolt kerékpárok előtt 2,15 m távolságban és mögöttük 1,85 m távolságban egy-egy 875 mm futókör átmérőjű beállótengelyes futó kerékpár biztosította mindkét menetirányban 65 km/h engedélyezett legnagyobb sebességnél is a mozdony nyugodt futását. Az Adams-Webb beálló rendszer a mellékvonalak szűk pályaíveiben való haladás lehetővé tételére mindkét oldal felé lehetővé tette a keresztirányban beépített hordrugókkal rugózott futókerékpárok 40–40 mm szabad oldalirányú elmozdulását. Mivel a magyarországi mellékvonalak nagy részén a megengedett legnagyobb tengelyterhelés 10 t volt, de a hálózat jelentős részén csak 9 t-t engedtek meg, a mozdony optimális vonóerő-kihasználása érdekében a futóművet úgy alakították ki, hogy az egyszerű átállítással mindkét vonalcsoporton használható legyen. Az átállítást a futó kerékpár leterhelésével, vagy tehermentesítésével lehetett megvalósítani. A kapcsolt kerékpár alul elhelyezett hordrugóit kiegyenlítő emeltyű kötötte össze. A 22 sorozatú mozdonyok meghatározó tapadási vonóerő kifejtése 9 t tengelyterhelésre mérlegelve 28,84 kN, 10  tengelyterhelésre mérlegelve 31,39 kN volt.

### Segédberendezések
A 22 sorozatú mozdonyokon alkalmazott különleges berendezések: Titán-Rezsny-féle forgórostély, tolattyús szabályozó zuhatagos víztisztító, ejektorok, Friedmann-féle kenőszivattyú, Haushalter-Rezsny-féle sebességmérő, Westinghouse-rendszerű légfék, léghomokoló, gőzfűtési berendezés és központi acetilén-fejlesztő voltak.